# Quonsetbarack

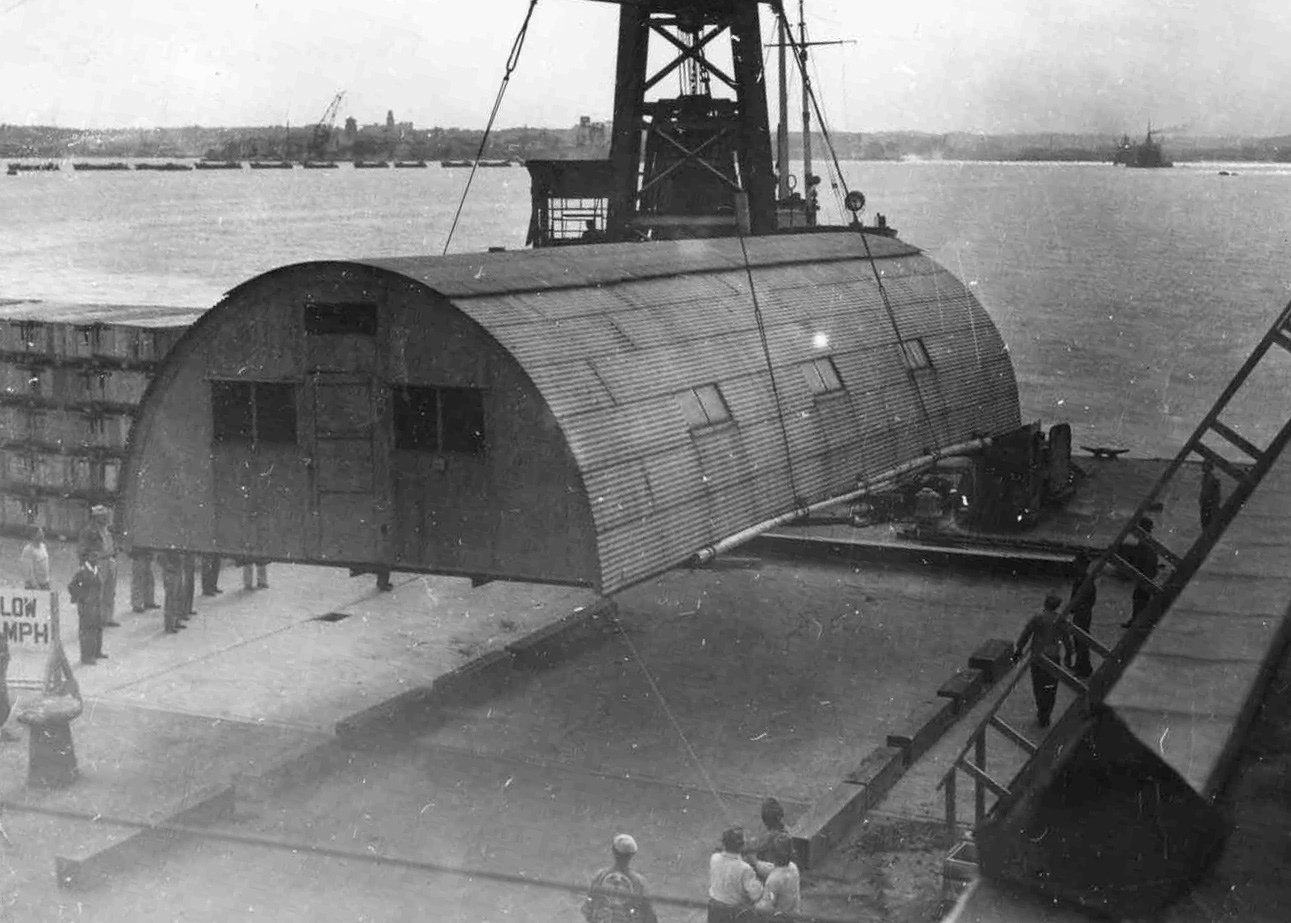
Quonsetbarack, som reses på amerikanska arméns 598th Engineer Base Depot i Japan efter andra världskriget

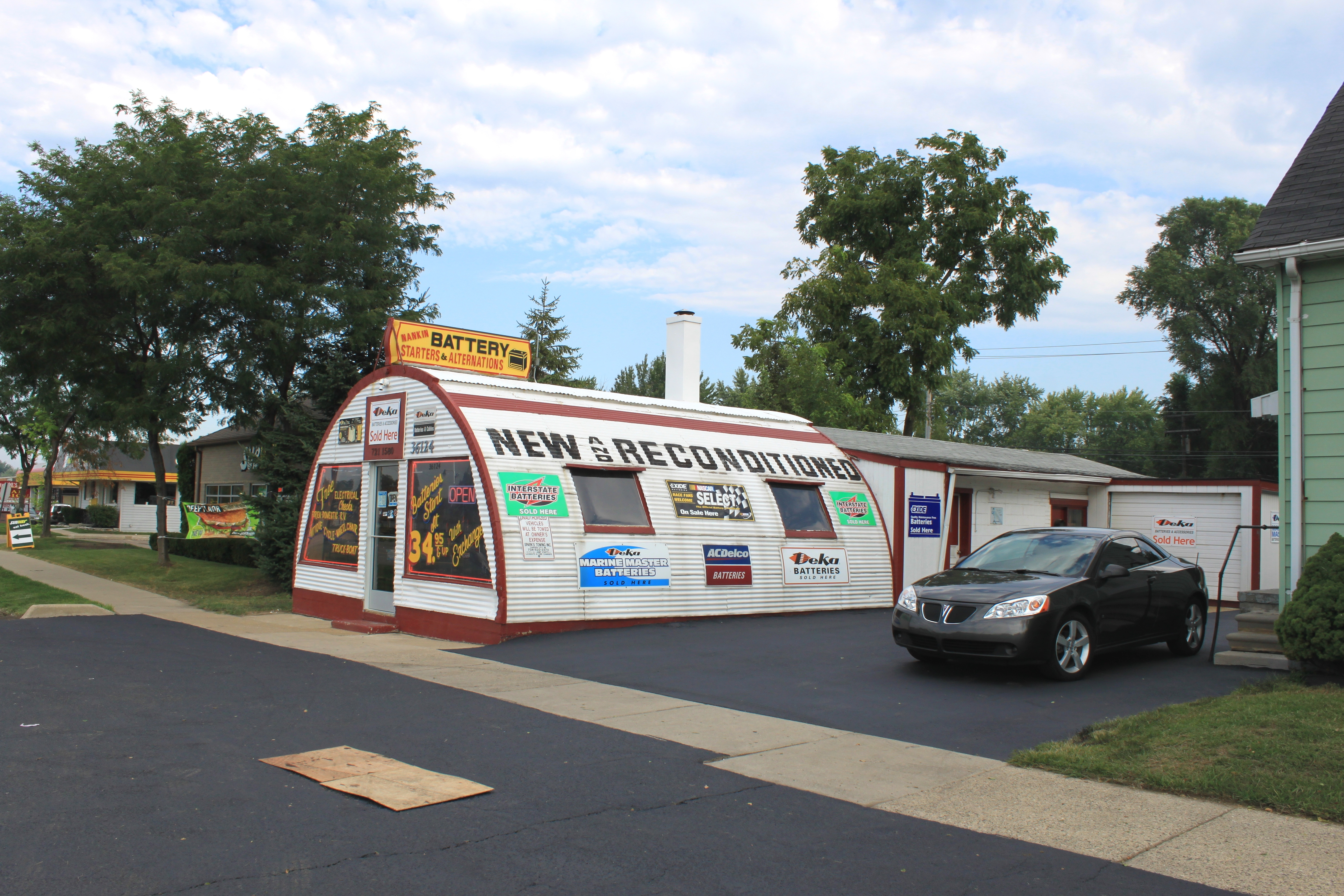
Quonsetbarack, använd som kommersiell lokal i Westland, Michigan i USA

Quonsenbarack eller Quonsethytt är en lättviktig monteringsfärdig byggnad av korrugerad plåt med ett halvcirkelformigt tvärsnitt. Designen utvecklades i USA och baseras på Nissenbaracken som  konstruerades av Peter Norman Nissen 1916 under första världskriget. Hundratusentals producerades under andra världskriget och det militära överskottet såldes senare till allmänheten. Namnet härstammar från platsen där hytterna först tillverkades: Quonset Point vid Davisville Naval Construction Battalion Center i Davisville, Rhode Island.